# Huddig
Huddig AB ist ein schwedischer Baumaschinenhersteller mit Sitz in Hudiksvall, Schweden. Das Unternehmen in Form einer Aktiebolag (AB) wurde 1959 gegründet und produziert seit dieser Zeit schwere Baggerlader.

## Galerie

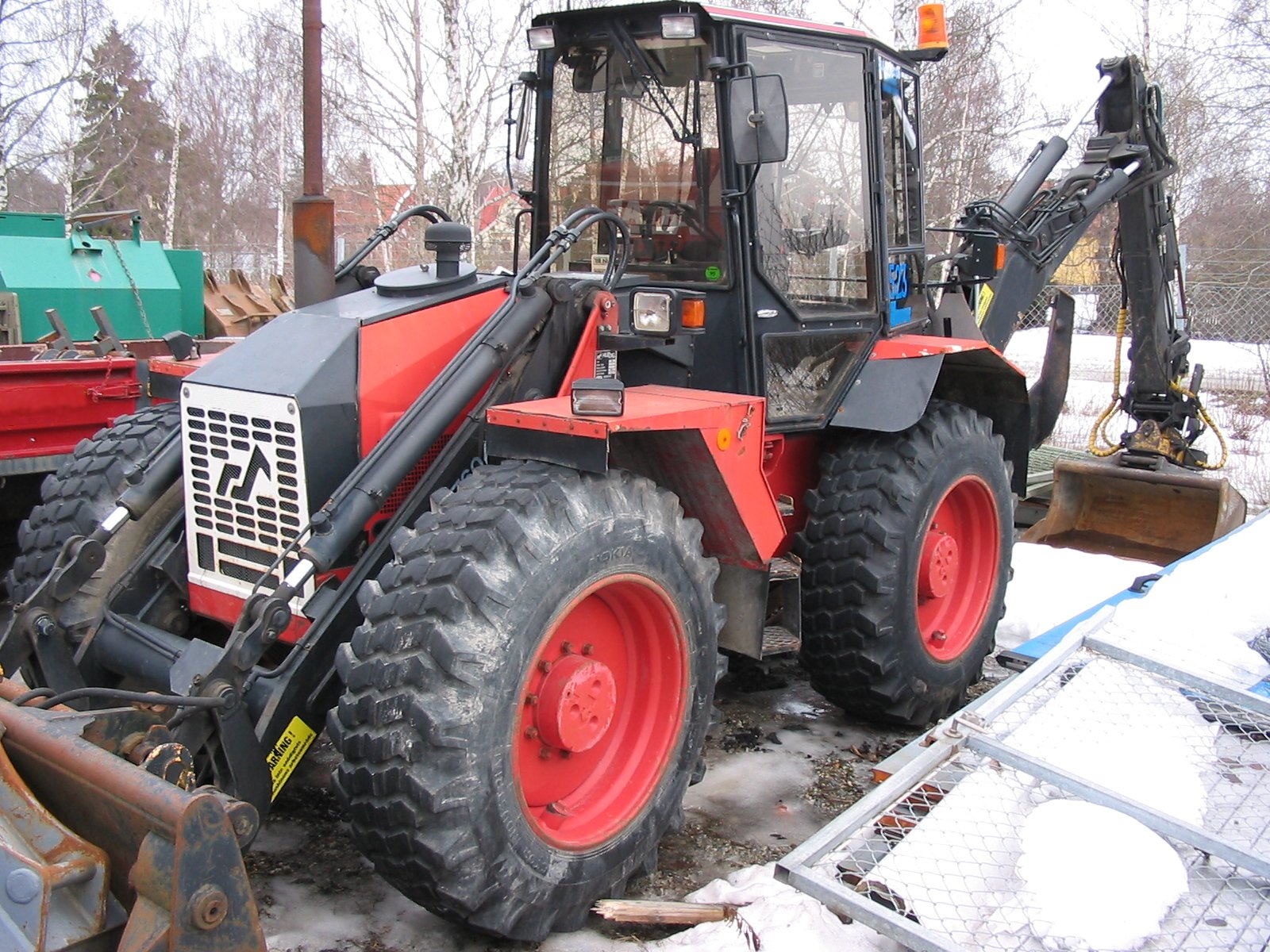
Ein älterer Baggerlader von Huddig
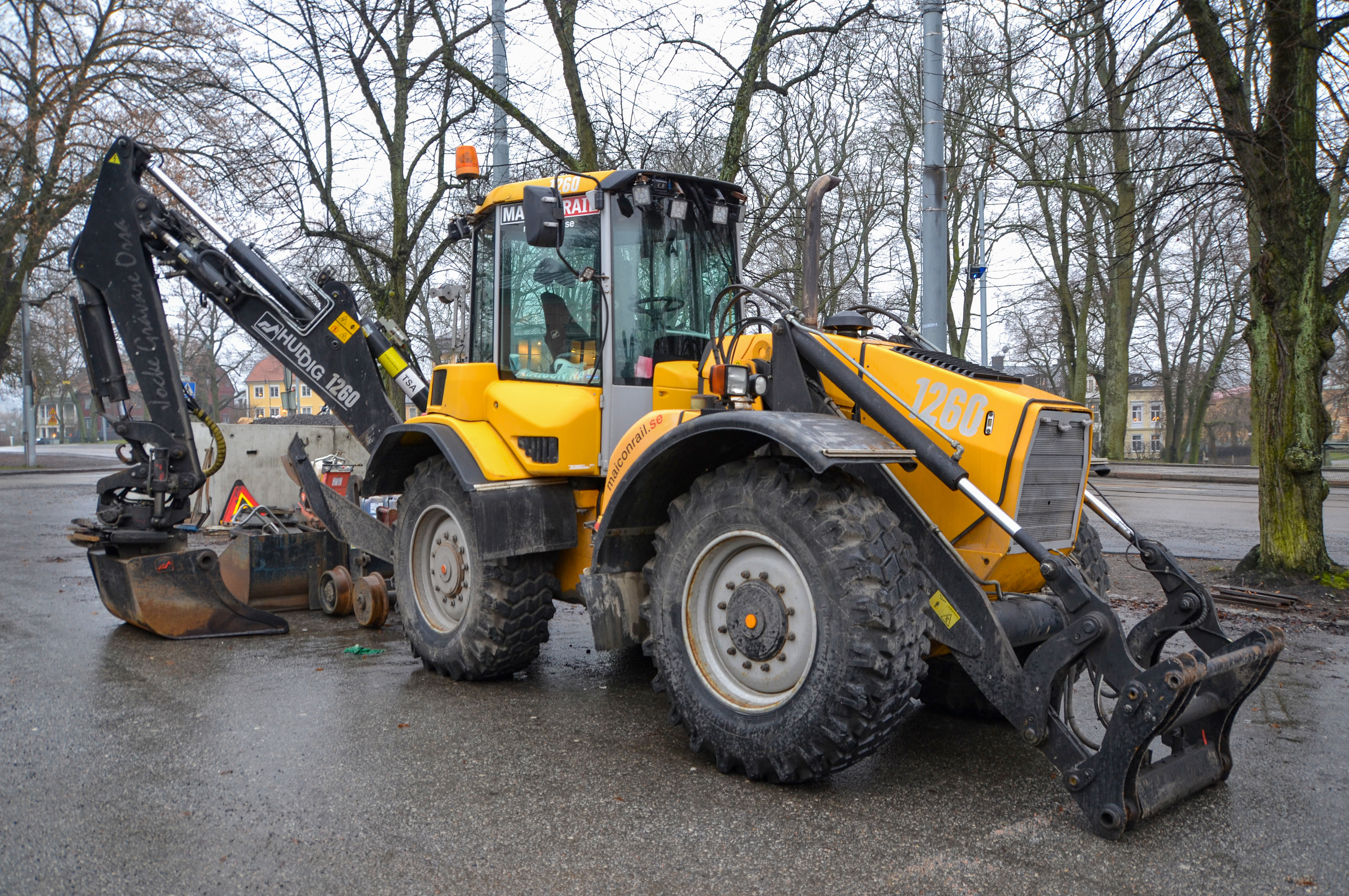
Ein moderner Huddig 1260 in Stockholm